# Salmo 106

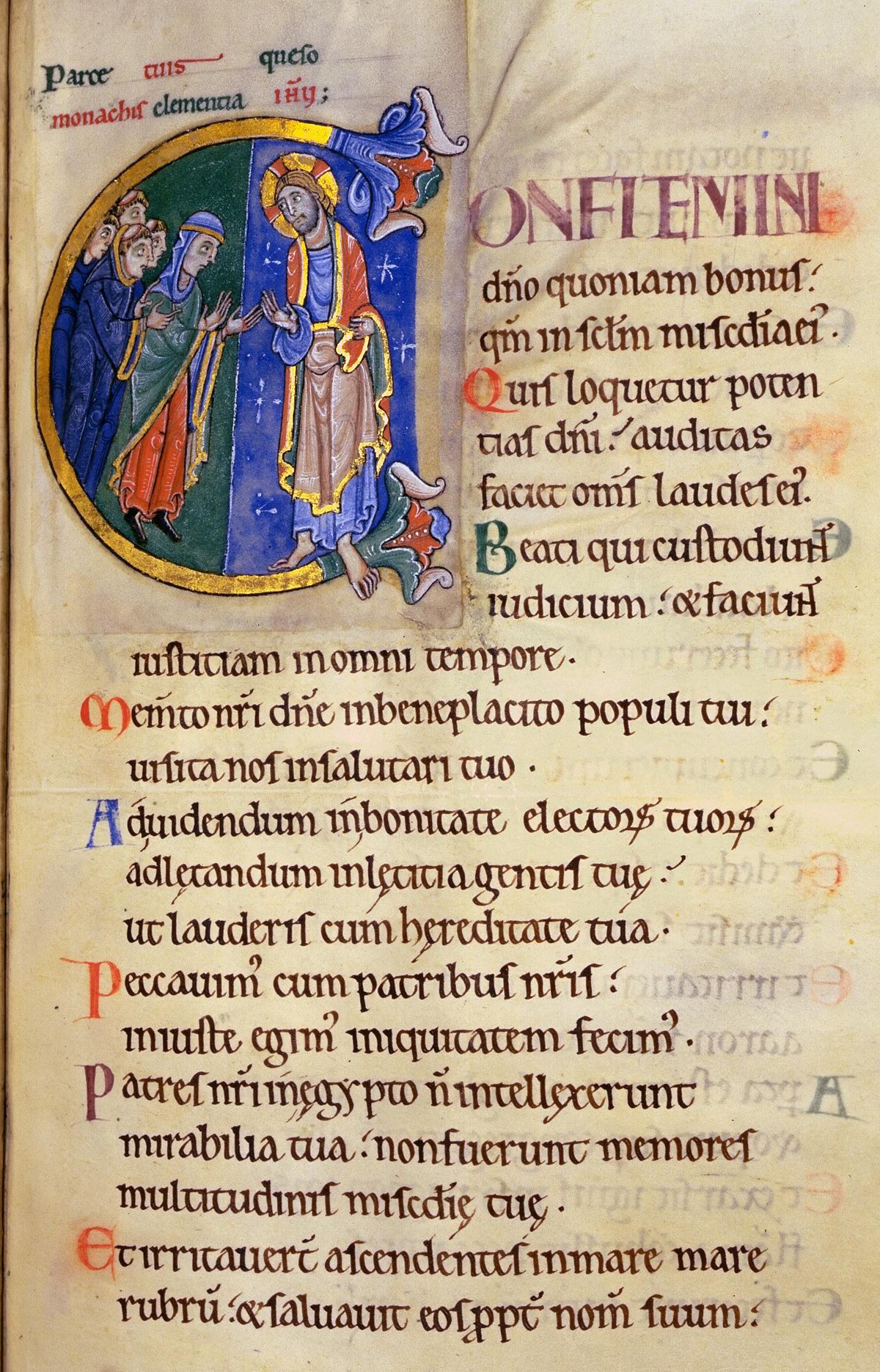
Manuscrito iluminado del Salmo 106:1-8 en el Salterio de San Albano, que comienza con la inicial C de Confitemini

El Salmo 106 es el salmo 106 del Libro de los Salmos, que comienza en inglés en la versión de la Biblia del rey Jacobo: «Alabad al Señor. Dad gracias al Señor, porque él es bueno». El Libro de los Salmos forma parte de la tercera sección del Tanaj, la Biblia hebrea, y es un libro del Antiguo Testamento cristiano. En el sistema de numeración ligeramente diferente utilizado en las traducciones griega Septuaginta y latina Vulgata de la Biblia, este salmo es el «Salmo 105». En latín, se conoce por el íncipit, «Confitemini Domino quoniam bonus». Alexander Kirkpatrick observa que los dos salmos históricos, el Salmo 105 y el 106, están estrechamente relacionados. El Salmo 105 da gracias por la fidelidad de Dios al pacto que hizo con Abraham; el Salmo 106 es un salmo de penitencia, que recita la historia de la infidelidad y desobediencia de Israel.  También señala que este salmo y el Salmo 107 «están estrechamente relacionados», argumentando que «la división de los libros cuarto y quinto no se corresponde con ninguna diferencia de fuente o carácter, como es el caso en los otros libros».

## Texto
La siguiente tabla muestra el texto en hebreo del Salmo con vocales, junto con el texto en griego koiné de la Septuaginta y la traducción al inglés de la Versión del Rey Jacobo. Tenga en cuenta que el significado puede diferir ligeramente entre estas versiones, ya que la Septuaginta y el texto masorético provienen de tradiciones textuales diferentes.  En la Septuaginta, este salmo está numerado como Salmo 105.
| #  | Hebreo                                                                       | Español | Griego |
| -- | ---------------------------------------------------------------------------- | --- | --- |
| 1  | הַ֥לְלוּ־יָ֨הּ ׀ הוֹד֣וּ לַיהֹוָ֣ה כִּי־ט֑וֹב כִּ֖י לְעוֹלָ֣ם חַסְדּֽוֹ׃                                   | Alabad al Señor. Dad gracias al Señor, porque es bueno, porque su misericordia es eterna.                                                                                 | ᾿Αλληλούϊα. - ΕΞΟΜΟΛΟΓΕΙΣΘΕ τῷ Κυρίῳ, ὅτι χρηστός, ὅτι εἰς τὸν αἰῶνα τὸ ἔλεος αὐτοῦ.                                                                        |
| 2  | מִ֗י יְ֭מַלֵּל גְּבוּר֣וֹת יְהֹוָ֑ה יַ֝שְׁמִ֗יעַ כׇּל־תְּהִלָּתֽוֹ׃                                          | ¿Quién puede expresar las poderosas obras del Señor? ¿Quién puede proclamar todas sus alabanzas?                                                                          | τίς λαλήσει τὰς δυναστείας τοῦ Κυρίου, ἀκουστὰς ποιήσει πάσας τὰς αἰνέσεις αὐτοῦ;                                                                           |
| 3  | אַ֭שְׁרֵי שֹׁמְרֵ֣י מִשְׁפָּ֑ט עֹשֵׂ֖ה צְדָקָ֣ה בְכׇל־עֵֽת׃                                              | Bienaventurados los que guardan el juicio, y los que hacen justicia en todo tiempo.                                                                                       | μακάριοι οἱ φυλάσσοντες κρίσιν καὶ ποιοῦντες δικαιοσύνην ἐν παντὶ καιρῷ.                                                                                    |
| 4  | זׇכְרֵ֣נִי יְ֭הֹוָה בִּרְצ֣וֹן עַמֶּ֑ךָ פׇּ֝קְדֵ֗נִי בִּישׁוּעָתֶֽךָ׃                                          | Acuérdate de mí, oh Señor, con la misericordia que tienes para con tu pueblo; visítame con tu salvación.                                                                  | μνήσθητι ἡμῶν, Κύριε, ἐν τῇ εὐδοκίᾳ τοῦ λαοῦ σου, ἐπίσκεψαι ἡμᾶς ἐν τῷ σωτηρίῳ σου                                                                          |
| 5  | לִרְא֤וֹת ׀ בְּט֘וֹבַ֤ת בְּחִירֶ֗יךָ לִ֭שְׂמֹחַ בְּשִׂמְחַ֣ת גּוֹיֶ֑ךָ לְ֝הִתְהַלֵּ֗ל עִם־נַחֲלָתֶֽךָ׃                        | Para que vea el bien de tus elegidos, para que me regocije en la alegría de tu pueblo, para que me gloríe con tu heredad.                                                 | τοῦ ἰδεῖν ἐν τῇ χρηστότητι τῶν ἐκλεκτῶν σου, τοῦ εὐφρανθῆναι ἐν τῇ εὐφροσύνῃ τοῦ ἔθνους σου, τοῦ ἐπαινεῖσθαι μετὰ τῆς κληρονομίας σου.                      |
| 6  | חָטָ֥אנוּ עִם־אֲבוֹתֵ֗ינוּ הֶעֱוִ֥ינוּ הִרְשָֽׁעְנוּ׃                                              | Hemos pecado con nuestros padres, hemos cometido iniquidad, hemos hecho maldad.                                                                                           | ἡμάρτομεν μετὰ τῶν πατέρων ἡμῶν, ἠνομήσαμεν, ἠδικήσαμεν. |
| 7  | אֲב֘וֹתֵ֤ינוּ בְמִצְרַ֨יִם ׀ לֹֽא־הִשְׂכִּ֬ילוּ נִפְלְאוֹתֶ֗יךָ לֹ֣א זָ֭כְרוּ אֶת־רֹ֣ב חֲסָדֶ֑יךָ וַיַּמְר֖וּ עַל־יָ֣ם בְּיַם־סֽוּף׃ | Nuestros padres no comprendieron tus maravillas en Egipto; no recordaron la multitud de tus misericordias, sino que lo provocaron en el mar, en el mar Rojo.              | οἱ πατέρες ἡμῶν ἐν Αἰγύπτῳ οὐ συνῆκαν τὰ θαυμάσιά σου καὶ οὐκ ἐμνήσθησαν τοῦ πλήθους τοῦ ἐλέους σου καὶ παρεπίκραναν ἀναβαίνοντες ἐν τῇ ἐρυθρᾷ θαλάσσῃ.     |
| 8  | וַֽ֭יּוֹשִׁיעֵם לְמַ֣עַן שְׁמ֑וֹ לְ֝הוֹדִ֗יעַ אֶת־גְּבוּרָתֽוֹ׃                                           | Sin embargo, los salvó por amor a su nombre, para dar a conocer su poder.                                                                                                 | καὶ ἔσωσεν αὐτοὺς ἕνεκεν τοῦ ὀνόματος αὐτοῦ τοῦ γνωρίσαι τὴν δυναστείαν αὐτοῦ·                                                                              |
| 9  | וַיִּגְעַ֣ר בְּיַם־ס֭וּף וַֽיֶּחֱרָ֑ב וַיּוֹלִיכֵ֥ם בַּ֝תְּהֹמ֗וֹת כַּמִּדְבָּֽר׃                                    | También reprendió al mar Rojo, y se secó; así los condujo por las profundidades, como por el desierto.                                                                    | καὶ ἐπετίμησε τῇ ἐρυθρᾷ θαλάσσῃ, καὶ ἐξηράνθη, καὶ ὡδήγησεν αὐτοὺς ἐν ἀβύσσῳ ὡς ἐν ἐρήμῳ·                                                                   |
| 10 | וַֽ֭יּוֹשִׁיעֵם מִיַּ֣ד שׂוֹנֵ֑א וַ֝יִּגְאָלֵ֗ם מִיַּ֥ד אוֹיֵֽב׃                                            | Y los salvó de la mano de los que los odiaban, y los redimió de la mano del enemigo.                                                                                      | καὶ ἔσωσεν αὐτοὺς ἐκ χειρὸς μισοῦντος καὶ ἐλυτρώσατο αὐτοὺς ἐκ χειρὸς ἐχθρῶν·                                                                               |
| 11 | וַיְכַסּוּ־מַ֥יִם צָרֵיהֶ֑ם אֶחָ֥ד מֵ֝הֶ֗ם לֹ֣א נוֹתָֽר׃                                             | Y las aguas cubrieron a sus enemigos: no quedó ni uno solo. | ἐκάλυψεν ὕδωρ τοὺς θλίβοντας αὐτούς, εἷς ἐξ αὐτῶν οὐχ ὑπελείφθη.                                                                                            |
| 12 | וַיַּאֲמִ֥ינוּ בִדְבָרָ֑יו יָ֝שִׁ֗ירוּ תְּהִלָּתֽוֹ׃                                                  | Entonces creyeron en sus palabras y cantaron sus alabanzas. | καὶ ἐπίστευσαν τοῖς λόγοις αὐτοῦ καὶ ᾖσαν τὴν αἴνεσιν αὐτοῦ.                                                                                                |
| 13 | מִ֭הֲרוּ שָׁכְח֣וּ מַֽעֲשָׂ֑יו לֹא־חִ֝כּ֗וּ לַעֲצָתֽוֹ׃                                                | Pronto olvidaron sus obras; no esperaron su consejo: | ἐτάχυναν, ἐπελάθοντο τῶν ἔργων αὐτοῦ, οὐχ ὑπέμειναν τὴν βουλὴν αὐτοῦ·                                                                                       |
| 14 | וַיִּתְאַוּ֣וּ תַ֭אֲוָה בַּמִּדְבָּ֑ר וַיְנַסּוּ־אֵ֝֗ל בִּישִׁימֽוֹן׃                                          | Pero codiciaron excesivamente en el desierto, y tentaron a Dios en el desierto.                                                                                           | καὶ ἐπεθύμησαν ἐπιθυμίαν ἐν τῇ ἐρήμῳ καὶ ἐπείρασαν τὸν Θεὸν ἐν ἀνούδρῳ.                                                                                     |
| 15 | וַיִּתֵּ֣ן לָ֭הֶם שֶׁאֱלָתָ֑ם וַיְשַׁלַּ֖ח רָז֣וֹן בְּנַפְשָֽׁם׃                                             | Y les concedió lo que pedían, pero envió debilidad a sus almas. | καὶ ἔδωκεν αὐτοῖς τὸ αἴτημα αὐτῶν, καὶ ἐξαπέστειλε πλησμονὴν εἰς τὰς ψυχὰς αὐτῶν.                                                                           |
| 16 | וַיְקַנְא֣וּ לְ֭מֹשֶׁה בַּֽמַּחֲנֶ֑ה לְ֝אַהֲרֹ֗ן קְד֣וֹשׁ יְהֹוָֽה׃                                           | También envidiaron a Moisés en el campamento, y a Aarón, el santo del Señor.                                                                                              | καὶ παρώργισαν Μωυσῆν ἐν τῇ παρεμβολῇ, τὸν ᾿Ααρὼν τὸν ἅγιον Κυρίου·                                                                                         |
| 17 | תִּפְתַּח־אֶ֭רֶץ וַתִּבְלַ֣ע דָּתָ֑ן וַ֝תְּכַ֗ס עַל־עֲדַ֥ת אֲבִירָֽם׃                                        | La tierra se abrió y se tragó a Dathan y cubrió a la compañía de Abiram.                                                                                                  | ἠνοίχθη ἡ γῆ καὶ κατέπιε Δαθὰν καὶ ἐκάλυψεν ἐπὶ τὴν συναγωγὴν ᾿Αβειρών·                                                                                     |
| 18 | וַתִּבְעַר־אֵ֥שׁ בַּעֲדָתָ֑ם לֶ֝הָבָ֗ה תְּלַהֵ֥ט רְשָׁעִֽים׃                                              | Y se encendió un fuego en medio de ellos, y la llama consumió a los impíos.                                                                                               | καὶ ἐξεκαύθη πῦρ ἐν τῇ συναγωγῇ αὐτῶν, φλὸξ κατέφλεξεν ἁμαρτωλούς.                                                                                          |
| 19 | יַעֲשׂוּ־עֵ֥גֶל בְּחֹרֵ֑ב וַ֝יִּשְׁתַּחֲו֗וּ לְמַסֵּכָֽה׃\|                                               | Hicieron un becerro en Horeb y adoraron la imagen fundida. | καὶ ἐποίησαν μόσχον ἐν Χωρὴβ καὶ προσεκύνησαν τῷ γλυπτῷ. |
| 20 | וַיָּמִ֥ירוּ אֶת־כְּבוֹדָ֑ם בְּתַבְנִ֥ית שׁ֝֗וֹר אֹכֵ֥ל עֵֽשֶׂב׃                                          | Así cambiaron su gloria por la semejanza de un buey que come hierba. | καὶ ἠλλάξαντο τὴν δόξαν αὐτῶν ἐν ὁμοιώματι μόσχου ἐσθίοντος χόρτον.                                                                                         |
| 21 | שָׁ֭כְחוּ אֵ֣ל מוֹשִׁיעָ֑ם עֹשֶׂ֖ה גְדֹל֣וֹת בְּמִצְרָֽיִם׃                                             | Olvidaron a Dios, su salvador, que había hecho grandes cosas en Egipto.                                                                                                   | καὶ ἐπελάθοντο τοῦ Θεοῦ τοῦ σῴζοντος αὐτούς, τοῦ ποιήσαντος μεγάλα ἐν Αἰγύπτῳ,                                                                              |
| 22 | נִ֭פְלָאוֹת בְּאֶ֣רֶץ חָ֑ם נ֝וֹרָא֗וֹת עַל־יַם־סֽוּף׃                                             | Obras maravillosas en la tierra de Ham, y cosas terribles junto al mar Rojo.                                                                                              | θαυμαστὰ ἐν γῇ Χάμ, φοβερὰ ἐπὶ θαλάσσης ἐρυθρᾶς. |
| 23 | וַיֹּ֗אמֶר לְֽהַשְׁמִ֫ידָ֥ם לוּלֵ֡י מֹ֘שֶׁ֤ה בְחִיר֗וֹ עָמַ֣ד בַּפֶּ֣רֶץ לְפָנָ֑יו לְהָשִׁ֥יב חֲ֝מָת֗וֹ מֵהַשְׁחִֽית׃               | Por lo tanto, dijo que los destruiría, si no fuera porque Moisés, su elegido, se había interpuesto ante él en la brecha para apartar su ira, no fuera que los destruyera. | καὶ εἶπε τοῦ ἐξολοθρεῦσαι αὐτούς, εἰ μὴ Μωυσῆς ὁ ἐκλεκτὸς αὐτοῦ ἔστη ἐν τῇ θραύσει ἐνώπιον αὐτοῦ τοῦ ἀποστρέψαι τὸν θυμὸν αὐτοῦ τοῦ μὴ ἐξολοθρεῦσαι αὐτούς. |
| 24 | וַֽ֭יִּמְאֲסוּ בְּאֶ֣רֶץ חֶמְדָּ֑ה לֹא־הֶ֝אֱמִ֗ינוּ לִדְבָרֽוֹ׃                                            | Sí, despreciaron la tierra agradable, no creyeron en su palabra: | καὶ ἐξουδένωσαν γῆν ἐπιθυμητήν, οὐκ ἐπίστευσαν τῷ λόγῳ αὐτοῦ·                                                                                               |
| 25 | וַיֵּרָגְנ֥וּ בְאׇהֳלֵיהֶ֑ם לֹ֥א שָׁ֝מְע֗וּ בְּק֣וֹל יְהֹוָֽה׃                                            | Pero murmuraban en sus tiendas y no escuchaban la voz del Señor. | καὶ ἐγόγγυσαν ἐν τοῖς σκηνώμασιν αὐτῶν, οὐκ εἰσήκουσαν τῆς φωνῆς Κυρίου.                                                                                    |
| 26 | וַיִּשָּׂ֣א יָד֣וֹ לָהֶ֑ם לְהַפִּ֥יל א֝וֹתָ֗ם בַּמִּדְבָּֽר׃                                               | Por lo tanto, levantó su mano contra ellos, para derribarlos en el desierto:                                                                                              | καὶ ἐπῆρε τὴν χεῖρα αὐτοῦ ἐπ᾿ αὐτοὺς τοῦ καταβαλεῖν αὐτοὺς ἐν τῇ ἐρήμῳ                                                                                      |
| 27 | וּלְהַפִּ֣יל זַ֭רְעָם בַּגּוֹיִ֑ם וּ֝לְזָרוֹתָ֗ם בָּאֲרָצֽוֹת׃                                            | Para destruir su descendencia entre las naciones y dispersarlos por las tierras.                                                                                          | καὶ τοῦ καταβαλεῖν τὸ σπέρμα αὐτῶν ἐν τοῖς ἔθνεσι καὶ διασκορπίσαι αὐτοὺς ἐν ταῖς χώραις.                                                                   |
| 28 | וַ֭יִּצָּ֣מְדוּ לְבַ֣עַל פְּע֑וֹר וַ֝יֹּאכְל֗וּ זִבְחֵ֥י מֵתִֽים׃                                           | Se unieron también a Baalpeor, y comieron los sacrificios de los muertos.                                                                                                 | καὶ ἐτελέσθησαν τῷ Βεελφεγὼρ καὶ ἔφαγον θυσίας νεκρῶν· |
| 29 | וַ֭יַּכְעִיסוּ בְּמַ֥עַלְלֵיהֶ֑ם וַתִּפְרׇץ־בָּ֝֗ם מַגֵּפָֽה׃                                              | Así lo provocaron a ira con sus inventos, y la plaga se abatió sobre ellos.                                                                                               | καὶ παρώξυναν αὐτὸν ἐν τοῖς ἐπιτηδεύμασιν αὐτῶν, καὶ ἐπληθύνθη ἐν αὐτοῖς ἡ πτῶσις.                                                                          |
| 30 | וַיַּעֲמֹ֣ד פִּֽ֭ינְחָס וַיְפַלֵּ֑ל וַ֝תֵּעָצַ֗ר הַמַּגֵּפָֽה׃                                               | Entonces se levantó Fineas, y ejecutó el juicio: y así se detuvo la plaga.                                                                                                | καὶ ἔστη Φινεὲς καὶ ἐξιλάσατο, καὶ ἐκόπασεν ἡ θραῦσις· |
| 31 | וַתֵּחָ֣שֶׁב ל֭וֹ לִצְדָקָ֑ה לְדֹ֥ר וָ֝דֹ֗ר עַד־עוֹלָֽם׃                                              | Y eso le fue contado por justicia para todas las generaciones por siempre jamás.                                                                                          | καὶ ἐλογίσθη αὐτῷ εἰς δικαιοσύνην εἰς γενεὰν καὶ γενεὰν ἕως τοῦ αἰῶνος.                                                                                     |
| 32 | וַ֭יַּקְצִיפוּ עַל־מֵ֥י מְרִיבָ֑ה וַיֵּ֥רַע לְ֝מֹשֶׁ֗ה בַּעֲבוּרָֽם׃                                        | También lo enfurecieron en las aguas de la contienda, de modo que Moisés sufrió por ellos.                                                                                | καὶ παρώργισαν αὐτὸν ἐπὶ ὕδατος ἀντιλογίας καὶ ἐκακώθη Μωυσῆς δι᾿ αὐτούς,                                                                                   |
| 33 | כִּי־הִמְר֥וּ אֶת־רוּח֑וֹ וַ֝יְבַטֵּ֗א בִּשְׂפָתָֽיו׃                                                | Porque provocaron su espíritu, de modo que habló imprudentemente con sus labios.                                                                                          | ὅτι παρεπίκραναν τὸ πνεῦμα αὐτοῦ, καὶ διέστειλεν ἐν τοῖς χείλεσιν αὐτοῦ.                                                                                    |
| 34 | לֹֽא־הִ֭שְׁמִידוּ אֶת־הָעַמִּ֑ים אֲשֶׁ֤ר אָמַ֖ר יְהֹוָ֣ה לָהֶֽם׃                                         | No destruyeron a las naciones, respecto a las cuales el Señor les había mandado:                                                                                          | οὐκ ἐξωλόθρευσαν τὰ ἔθνη, ἃ εἶπε Κύριος αὐτοῖς, |
| 35 | וַיִּתְעָרְב֥וּ בַגּוֹיִ֑ם וַֽ֝יִּלְמְד֗וּ מַעֲשֵׂיהֶֽם׃                                                 | Pero se mezclaron con los paganos y aprendieron sus obras. | καὶ ἐμίγησαν ἐν τοῖς ἔθνεσι καὶ ἔμαθον τὰ ἔργα αὐτῶν· |
| 36 | וַיַּעַבְד֥וּ אֶת־עֲצַבֵּיהֶ֑ם וַיִּהְי֖וּ לָהֶ֣ם לְמוֹקֵֽשׁ׃                                            | Y sirvieron a sus ídolos, que fueron un lazo para ellos. | καὶ ἐδούλευσαν τοῖς γλυπτοῖς αὐτῶν, καὶ ἐγενήθη αὐτοῖς εἰς σκάνδαλον·                                                                                       |
| 37 | וַיִּזְבְּח֣וּ אֶת־בְּ֭נֵיהֶם וְאֶת־בְּנוֹתֵיהֶ֗ם לַשֵּׁדִֽים׃                                           | Sí, sacrificaron a sus hijos y a sus hijas a los demonios, | καὶ ἔθυσαν τοὺς υἱοὺς αὐτῶν καὶ τὰς θυγατέρας αὐτῶν τοῖς δαιμονίοις                                                                                         |
| 38 | וַיִּ֥שְׁפְּכ֨וּ דָ֪ם נָקִ֡י דַּם־בְּנֵ֘יהֶ֤ם וּֽבְנוֹתֵיהֶ֗ם אֲשֶׁ֣ר זִ֭בְּחוּ לַעֲצַבֵּ֣י כְנָ֑עַן וַתֶּחֱנַ֥ף הָ֝אָ֗רֶץ בַּדָּמִֽים׃        | Y derramaron sangre inocente, incluso la sangre de sus hijos e hijas, a quienes sacrificaron a los ídolos de Canaán, y la tierra quedó contaminada con sangre.            | καὶ ἐξέχεαν αἷμα ἀθῷον, αἷμα υἱῶν αὐτῶν καὶ θυγατέρων, ὧν ἔθυσαν τοῖς γλυπτοῖς Χαναὰν καὶ ἐφονοκτονήθη ἡ γῆ ἐν τοῖς αἵμασι                                  |
| 39 | וַיִּטְמְא֥וּ בְמַעֲשֵׂיהֶ֑ם וַ֝יִּזְנ֗וּ בְּמַ֥עַלְלֵיהֶֽם׃                                               | Así se contaminaron con sus propias obras y se prostituyeron con sus inventos.                                                                                            | καὶ ἐμιάνθη ἐν τοῖς ἔργοις αὐτῶν, καὶ ἐπόρνευσαν ἐν τοῖς ἐπιτηδεύμασιν αὐτῶν.                                                                               |
| 40 | וַיִּֽחַר־אַ֣ף יְהֹוָ֣ה בְּעַמּ֑וֹ וַ֝יְתָעֵ֗ב אֶת־נַחֲלָתֽוֹ׃                                            | Por lo tanto, se encendió la ira del Señor contra su pueblo, hasta el punto de aborrecer su propia herencia.                                                              | καὶ ὠργίσθη θυμῷ Κύριος ἐπὶ τὸν λαὸν αὐτοῦ καὶ ἐβδελύξατο τὴν κληρονομίαν αὐτοῦ·                                                                            |
| 41 | וַיִּתְּנֵ֥ם בְּיַד־גּוֹיִ֑ם וַֽיִּמְשְׁל֥וּ בָ֝הֶ֗ם שֹׂנְאֵיהֶֽם׃                                            | Y los entregó en manos de los paganos, y los que los odiaban los dominaron.                                                                                               | καὶ παρέδωκεν αὐτοὺς εἰς χεῖρας ἐχθρῶν, καὶ ἐκυρίευσαν αὐτῶν οἱ μισοῦντες αὐτούς.                                                                           |
| 42 | וַיִּלְחָצ֥וּם אוֹיְבֵיהֶ֑ם וַ֝יִּכָּנְע֗וּ תַּ֣חַת יָדָֽם׃                                              | Sus enemigos también los oprimieron, y fueron sometidos bajo su mano. | καὶ ἔθλιψαν αὐτοὺς οἱ ἐχθροὶ αὐτῶν, καὶ ἐταπεινώθησαν ὑπὸ τὰς χεῖρας αὐτῶν.                                                                                 |
| 43 | פְּעָמִ֥ים רַבּ֗וֹת יַצִּ֫ילֵ֥ם וְ֭הֵמָּה יַמְר֣וּ בַעֲצָתָ֑ם וַ֝יָּמֹ֗כּוּ בַּעֲוֺנָֽם׃                                | Muchas veces los libró, pero ellos lo provocaron con sus consejos y fueron humillados por su iniquidad.                                                                   | πλεονάκις ἐρρύσατο αὐτούς, αὐτοὶ δὲ παρεπίκραναν αὐτὸν ἐν τῇ βουλῇ αὐτῶν καὶ ἐταπεινώθησαν ἐν ταῖς ἀνομίαις αὐτῶν.                                          |
| 44 | וַ֭יַּרְא בַּצַּ֣ר לָהֶ֑ם בְּ֝שׇׁמְע֗וֹ אֶת־רִנָּתָֽם׃                                                  | Sin embargo, él consideró su aflicción cuando oyó su clamor: | καὶ εἶδε Κύριος ἐν τῷ θλίβεσθαι αὐτούς, ἐν τῷ αὐτὸν εἰσακοῦσαι τῆς δεήσεως αὐτῶν·                                                                           |
| 45 | וַיִּזְכֹּ֣ר לָהֶ֣ם בְּרִית֑וֹ וַ֝יִּנָּחֵ֗ם כְּרֹ֣ב חֲסָדָֽו׃                                              | Y se acordó de ellos y de su pacto, y se arrepintió según la multitud de sus misericordias.                                                                               | καὶ ἐμνήσθη τῆς διαθήκης αὐτοῦ καὶ μετεμελήθη κατὰ τὸ πλῆθος τοῦ ἐλέους αὐτοῦ                                                                               |
| 46 | וַיִּתֵּ֣ן אוֹתָ֣ם לְרַחֲמִ֑ים לִ֝פְנֵ֗י כׇּל־שׁוֹבֵיהֶֽם׃                                             | Hizo que todos los que los habían llevado cautivos se compadecieran de ellos.                                                                                             | καὶ ἔδωκεν αὐτοὺς εἰς οἰκτιρμοὺς ἐναντίον πάντων τῶν αἰχμαλωτευσάντων αὐτούς.                                                                               |
| 47 | הוֹשִׁיעֵ֨נוּ ׀ יְ֘הֹוָ֤ה אֱלֹהֵ֗ינוּ וְקַבְּצֵנוּ֮ מִֽן־הַגּ֫וֹיִ֥ם לְ֭הֹדוֹת לְשֵׁ֣ם קׇדְשֶׁ֑ךָ לְ֝הִשְׁתַּבֵּ֗חַ בִּתְהִלָּתֶֽךָ׃          | Sálvanos, oh Señor, Dios nuestro, y recógenos de entre las naciones, para dar gracias a tu santo nombre y gloriarnos en tu alabanza.                                      | σῶσον ἡμᾶς, Κύριε ὁ Θεὸς ἡμῶν, καὶ ἐπισυνάγαγε ἡμᾶς ἐκ τῶν ἐθνῶν τοῦ ἐξομολογήσασθαι τῷ ὀνόματί σου τῷ ἁγίῳ, τοῦ ἐγκαυχᾶσθαι ἐν τῇ αἰνέσει σου.             |
| 48 | בָּ֤רֽוּךְ יְהֹוָ֨ה אֱלֹהֵ֪י יִשְׂרָאֵ֡ל מִן־הָ֤עוֹלָ֨ם ׀ וְעַ֬ד הָעוֹלָ֗ם וְאָמַ֖ר כׇּל־הָעָ֥ם אָמֵ֗ן הַֽלְלוּ־יָֽהּ׃           | Bendito sea el Señor Dios de Israel desde la eternidad hasta la eternidad, y diga todo el pueblo: Amén. Alabad al Señor.                                                  | εὐλογητὸς Κύριος ὁ Θεὸς ᾿Ισραὴλ ἀπὸ τοῦ αἰῶνος καὶ ἕως τοῦ αἰῶνος. καὶ ἐρεῖ πᾶς ὁ λαός· γένοιτο γένοιτο.                                                    |

Versión Reina-Valera
1. Dad gracias al Señor; invocad su nombre; haced saber sus obras entre los pueblos.
2. Cantadle, cantadle salmos; hablad de todas sus maravillas.
3. Glorificad en su santo nombre; alégrese el corazón de los que buscan al Señor.
4. Buscad al Señor y su poder; buscad su rostro en todo tiempo.
5. Recordad sus maravillas que ha hecho, sus prodigios y los juicios de su boca.
6. Oh vosotros, descendencia de Abraham su siervo, hijos de Jacob sus escogidos.
7. Él es el Señor nuestro Dios; sus juicios están en toda la tierra.
8. Se ha acordado para siempre de su pacto, de la palabra que mandó para mil generaciones.
9. El pacto que hizo con Abraham, y su juramento a Isaac;
10. Y confirmó lo mismo a Jacob como ley, y a Israel como pacto eterno:
11. Diciendo: A ti te daré la tierra de Canaán, la porción de vuestra herencia:
12. Cuando eran pocos en número; sí, muy pocos, y extraños en ella.
13. Cuando iban de una nación a otra, de un reino a otro pueblo;
14. No permitió que nadie los oprimiera; sí, reprendió a los reyes por ellos;
15. Diciendo: No toquéis a mis ungidos, ni hagáis daño a mis profetas.
16. Además, hizo venir el hambre sobre la tierra; quebrantó todo sustento de pan.
17. Envió un hombre delante de ellos, a José, que fue vendido como esclavo;
18. A quien lastimaron los pies con grillos; fue aprisionado con cadenas de hierro;
19. Hasta que llegó su palabra: la palabra del SEÑOR lo puso a prueba.
20. El rey envió y lo soltó; incluso el gobernante del pueblo, y lo dejó libre.
21. Lo hizo señor de su casa y gobernante de todos sus bienes:
22. Para atar a sus príncipes a su antojo; y enseñar sabiduría a sus senadores.
23. Israel también vino a Egipto; y Jacob peregrinó en la tierra de Cam.
24. Y aumentó mucho a su pueblo, y los hizo más fuertes que sus enemigos.
25. Volvió su corazón para odiar a su pueblo, para tratar con astucia a sus siervos.
26. Envió a Moisés su siervo, y a Aarón a quien había elegido.
27. Mostraron sus señales entre ellos, y maravillas en la tierra de Cam.
28. Envió tinieblas, y lo hizo oscuro; y no se rebelaron contra su palabra.
29. Él convirtió sus aguas en sangre y mató a sus peces.
30. Su tierra produjo ranas en abundancia, en las cámaras de sus reyes.
31. Él habló, y vinieron moscas de diversas clases y piojos en todas sus costas.
32. Les dio granizo en lugar de lluvia y fuego llameante en su tierra.
33. También golpeó sus vides y sus higueras, y quebró los árboles de sus costas.
34. Habló, y vinieron langostas y orugas, y eso sin número,
35. Y devoraron todas las hierbas de su tierra, y devoraron el fruto de su suelo.
36. También mató a todos los primogénitos de su tierra, a los jefes de toda su fuerza.
37. También los sacó con plata y oro; y no hubo un solo débil entre sus tribus.
38. Egipto se alegró cuando partieron, porque el temor de ellos cayó sobre ellos.
39. Extendió una nube como cubierta; y fuego para dar luz en la noche.
40. El pueblo pidió, y él trajo codornices, y los sació con el pan del cielo.
41. Abrió la roca, y brotaron las aguas; corrieron en los lugares secos como un río.
42. Porque se acordó de su santa promesa, y de Abraham su siervo.
43. Y sacó a su pueblo con alegría, y a sus elegidos con regocijo:
44. Y les dio las tierras de los paganos; y heredaron el trabajo del pueblo;
45. Para que observen sus estatutos y guarden sus leyes. Alabado sea el Señor.

## Comentarios

### De la Iglesia católica

#### A todo el salmo
El Salmo 106, al igual que el 105, tiene un enfoque histórico, pero desde otra perspectiva. Mientras el Salmo 105 narra las acciones de Dios a favor de su pueblo —desde los patriarcas hasta la posesión de la tierra—, el 106 expone las infidelidades del pueblo: sus pecados en Egipto, en el desierto y ya en la tierra prometida. En el Salmo 105 se subraya la fidelidad de Dios a su palabra (cf. vv. 8, 42); en el 106, se destaca su misericordia (vv. 1, 7, 46). Así, estos dos salmos centrales del grupo 101–110 muestran las dos cualidades esenciales del Dios de la Alianza: fidelidad y misericordia. El Salmo 106 comienza con una invitación a dar gracias por la misericordia eterna de Dios y presenta una súplica personal (vv. 1-5). Luego repasa los pecados del pueblo y el perdón divino: en el mar Rojo (vv. 6-12), en el desierto (vv. 13-33), y en la tierra de Canaán (vv. 34-43). Termina recordando la misericordia de Dios con los cautivos, una nueva súplica de salvación y una alabanza final (vv. 44-48).
Este salmo resuena en el cántico de Zacarías, el *Benedictus* (Lc 1,68-79). De hecho, Lucas 1,68 repite casi literalmente el versículo 48 del salmo. También retoma otros elementos: la salvación frente a los enemigos y la memoria de la Alianza (cf. Lc 1,72; Sal 106,45). Así, el Salmo 106 se cumple plenamente con la venida de Cristo, anunciada por el nacimiento de Juan el Bautista.

#### A los versículos 1-33
El Salmo 106 empieza uniendo alabanza, acción de gracias y súplica (vv. 1-5). 
- El salmista reconoce que Dios es misericordioso (v. 1) y pide ser salvado junto con el pueblo.
- En el v. 6 admite que todos han pecado, incluyendo él mismo.

- Los vv. 7-12 recuerdan una rebelión en el mar Rojo, posiblemente el rechazo inicial a Moisés (cf. Ex 2,13-14). En vv. 13-15, el pueblo se queja por falta de comida. El pecado crece: olvidan a Dios, desconfían, codician y provocan. Aunque Dios responde dándoles lo que piden, también los castiga (v. 15).

- En vv. 16-18, el pueblo se rebela contra Moisés y Aarón (Nm 16). En vv. 19-23, hacen el becerro de oro (Ex 32). Cambian a Dios por una imagen. “Su gloria” (v. 20) se refiere a Dios, aunque el texto es ambiguo.

- Los vv. 24-27 recuerdan cómo el pueblo rechazó entrar en la tierra prometida (Nm 14). El castigo alcanza también a sus hijos, apuntando al futuro exilio (v. 27).

- En Sitim (vv. 28-31), se unen a cultos paganos (Nm 25). Fineas mata a una pareja mixta y se le reconoce su celo.

El último episodio del desierto es Meribá (vv. 32-33; cf. Nm 20), donde el pueblo tienta a Dios. El salmista defiende a Moisés, afectado por la rebeldía del pueblo (v. 32), y lo destaca como intercesor (v. 23).

De esta intimidad con el Dios fiel, tardo a la cólera y rico en amor, Moisés ha sacado la fuerza y la tenacidad de su intercesión. No pide por él, sino por el pueblo que Dios ha adquirido. Moisés intercede ya durante el combate con los amalecitas o para obtener la curación de María (cfr Nm 12,13-14). Pero es sobre todo después de la apostasía del pueblo cuando “se mantiene en la brecha” ante Dios (Sal 106,23) para salvar al pueblo (cfr Ex 32,1-34,9). Los argumentos de su oración (la intercesión es también un combate misterioso) inspirarán la audacia de los grandes orantes tanto del pueblo judío como de la Iglesia. Dios es amor, por tanto es justo y fiel; no puede contradecirse, debe acordarse de sus acciones maravillosas, su gloria está en juego, no puede abandonar al pueblo que lleva su Nombre.

#### A los versículos 34-48
En los versículos finales del Salmo 106 (vv. 34-39), se narra el pecado de Israel en la tierra prometida. El pueblo desobedeció a Dios: no eliminó a las naciones como se le ordenó, adoptó sus costumbres y rindió culto a sus ídolos, llegando incluso a sacrificar a sus hijos. Este resumen abarca los pecados más graves cometidos durante la época de los Jueces y los Reyes. El castigo llegó con el destierro (vv. 40-42): Dios se indignó, entregó a su pueblo en manos enemigas y permitió su opresión. Sin embargo, en vv. 43-46, se m uestra que, a pesar de tantas caídas, Dios escuchó su clamor, recordó la Alianza y tuvo misericordia.
Esto da sentido a la acción de gracias inicial (v. 1) y fundamenta la súplica del v. 47: que Dios reúna a su pueblo disperso. El v. 48 cierra el salmo y también la cuarta parte del Salterio, como doxología editorial. Esta misericordia, anunciada en el salmo, se cumple plenamente en Jesucristo, extendida ahora a toda la humanidad.

### Pasajes bíblicos relacionados
Los pasajes bíblicos relacionados incluyen: Va'eira, Bo (parashah) y Beshalaj: Porciones de la Torá (parashot) que cuentan la historia del Éxodo; Salmo 78.
Hay dos ligeras diferencias entre la redacción de los versículos 1-15 y el pasaje paralelo en 1 Crónicas 16:
- Versículo 6: «Oh descendencia de su siervo Abraham, se lee «Oh descendencia de su siervo Israel» en 1 Crónicas 16:13.
- Versículo 8: «Él es consciente de su pacto para siempre» se lee «Recuerda su pacto para siempre» en 1 Crónicas 16:15.[11]

### Versículo 1
¡Oh, dad gracias al Señor!
Invocad su nombre;
¡Dad a conocer sus obras entre los pueblos!
La palabra «Ἁλληλουιά», «aleluya», precede a este versículo en la Septuaginta, donde ha sido transpuesta del versículo 35 del salmo anterior.

## Usos

### Judaísmo
- Recitado el primer día de Pascua.[14]
- Los versículos 8-10 forman parte del párrafo recitado en el nombramiento de un niño en un brit milah.[15]
- Los versículos 8 y 42 se encuentran por separado en la repetición de la Amidá en Rosh Hashaná.[16]

El Salmo 105 es uno de los diez salmos del Tikkun HaKlali del Rebe Najman de Breslov.

### Nuevo Testamento
En el Nuevo Testamento, los versículos 8-9 se citan en Lucas 1 Lucas 1:72-73.

### Iglesia católica
El rezo de este salmo en la Liturgia de las horas se reserva para los tiempos de Adviento, Navidad, Cuaresma, ya que manifiesta con especial claridad la historia de la salvación del antiguo Testamento, como anticipo de lo que se realiza en el nuevo.

### Iglesia ortodoxa oriental
En la Iglesia ortodoxa, el Salmo 104 (Salmo 105 en el Texto Masorético) forma parte de la decimocuarta división Kathisma del Salterio, que se lee en Maitines los jueves por la mañana, así como los martes y viernes durante la Cuaresma, en la Tercia y en Maitines, respectivamente.